# PALOW.
PALOW.（パロウ、1987年1月1日 - ）は、日本のイラストレーター、キャラクターデザイナー。SSS、KAMITSUBAKI_STUDIO所属。代表作は、昆虫の美しさとメカの説得力にファッション要素を融合させた「虫メカ少女」。福岡県出身

## 来歴
2012年よりフリーランスのイラストレーターとして活動。ゲームや書籍のイラスト、デザインワークを手がける。
2016年に専門学校HALのTVCMのキャラクターデザインを担当し注目を浴び、酸欠少女さユりのジャケット、PVのデザインワークス、League of LegendsのアニメーションPVのキャラクターデザインやCGアニメ映画「あした世界が終わるとしても」のキャラクター原案等、様々なメディアの仕事を手がけている。

## 参加作品

### ゲーム
- LORD of VERMILION（クリスマスSPカード「風魔小太郎」）
- 予言者育成学園 Fortune Tellers Academy（大アルカナ 全22体デザイン）
- CODE OF JOKER（セクメト 3D用キャラクターデザイン）
- チノクライシス（キャラクターデザイン・武器デザイン・モンスターデザイン）
- チェインクロニクル（キャラクターデザイン 全2体）
- ミリオンチェイン（キャラクターデザイン 全6体）
- ゼノブレイド3（イノ キャラクターデザイン[5]、アルファ第二形態デザイン[6]）

### アニメ
- あした世界が終わるとしても（キャラクター原案）
  - ソウタイセカイ（キャラクターデザイン）[7]
- League of Legends アニメーションPV 「Just One more」「Unstoppable」「 Never Surrender」「Spooky Jinx」「Duo」「Solo Darius」（キャラクターデザイン・作画監修）

### 小説（イラスト）
- 剣と炎のディアスフェルド（著 - 佐藤ケイ）[8]
- 転生機神のシルバーフィオナ（著 - 藤代鷹之）[9]
- ニュクスの事件ファイル（著 - 天弥涼）[10]
  - 透明人間の異常な愛情
  - 銀髪少女は音を視る

### 書籍
- 神話創世TRPG アマデウス（ギリシャ神話 キャラクターデザイン 全14体）[11]
- 別冊ele-king 初音ミク10周年――ボーカロイド音楽の深化と拡張（表紙イラスト）[12]
- 月刊MDN2013年12月号（イラストメイキング）
- PhotoShopで描く!初音ミク イラスト入門（イラストメイキング）[13]
- やさしく弾ける みんなが選んだボーカロイド人気曲ランキング30～アスノヨゾラ哨戒班～（表紙イラスト）[14]
- やさしいピアノ連弾 ボーカロイド Selection for Piano Duo（表紙イラスト）[15]
- ピアノ弾き語り やさしく弾ける ボカロ・ソングス（表紙イラスト）[16]
- ボカロ・スーパー・ベスト15 バンド・スコア（表紙イラスト）

### 音楽
- 花譜（キャラクターデザイン）
  - 1stEP「花と心臓」（ジャケットイラスト）
  - 1st live「不可解」(グッズ・パンフレット・ライブ演出用イラスト他)
  - 1stアルバム「観測」α　(ジャケットイラスト)
  - Remixアルバム「観測γ」（ジャケットイラスト）
  - 2nd live「不可解弐」(グッズ・パンフレット・ライブ演出用イラスト他)
  - 2ndアルバム「魔法」α（ジャケットイラスト）
  - 2nd live「不可解弐REBUILDING」(グッズ・パンフレット・ライブ演出用イラスト他)
  - 3rd アルバム「狂想」α / β（ジャケットイラスト)
  - 4th ワンマンライブ「怪歌」（キービジュアル・広告イラスト他）
  - 4thアルバム「寓話」α / β（ジャケットイラスト）
- 酸欠少女さユり
  - 4thシングル「フラレガイガール」（ジャケットイラスト・MVキャラクターデザイン・衣装デザイン原案）
  - 5thシングル「平行線」（ジャケットイラスト）
  - 酸欠少女さユり×MY FIRST STORY「レイメイ 」]（衣装デザイン・PVコンセプトデザイン他）[17]
  - 6thシングル「月と花束」（ジャケットイラスト・PVキャラクターデザイン・アートディレクション（一部）・衣装デザイン原案 他）
  - 1stアルバム「ミカヅキの航海」（ジャケットイラスト）
- MikXperience e.p.（ひとりぼっちのユーエフオー、ブックレット内イラスト）

### テレビCM
- NTTドコモ TVCM「モンジュウロウの特技」篇（巨大化モンジュウロウ・キャラクターデザイン）
- 専門学校HAL 2016年度TVCM（キャラクター原案・キャラクターデザイン・３Dモデル監修）
- アーキ・ジャパン公式サイト TVCM用イラスト

### その他
- Pixiv APOLLO 特設サイト・メインビジュアル
- MdN 付録「機の森と塔の国の兄弟」[18]
- Adobe Creative Cloud×初音ミク（イメージイラスト）[19]
- クリプトン・フューチャー・メディア（初音ミク タブレット用イラスト）
- ドミノ・ピザ ジャパン×初音ミク コラボレーション企画（ピザパッケージイラスト(L)）[20]
- テレビ朝日『2023年世界水泳選手権』（バーチャルスイマー「速水永遠」キャラクターデザイン）[1]